# Miklós Perényi

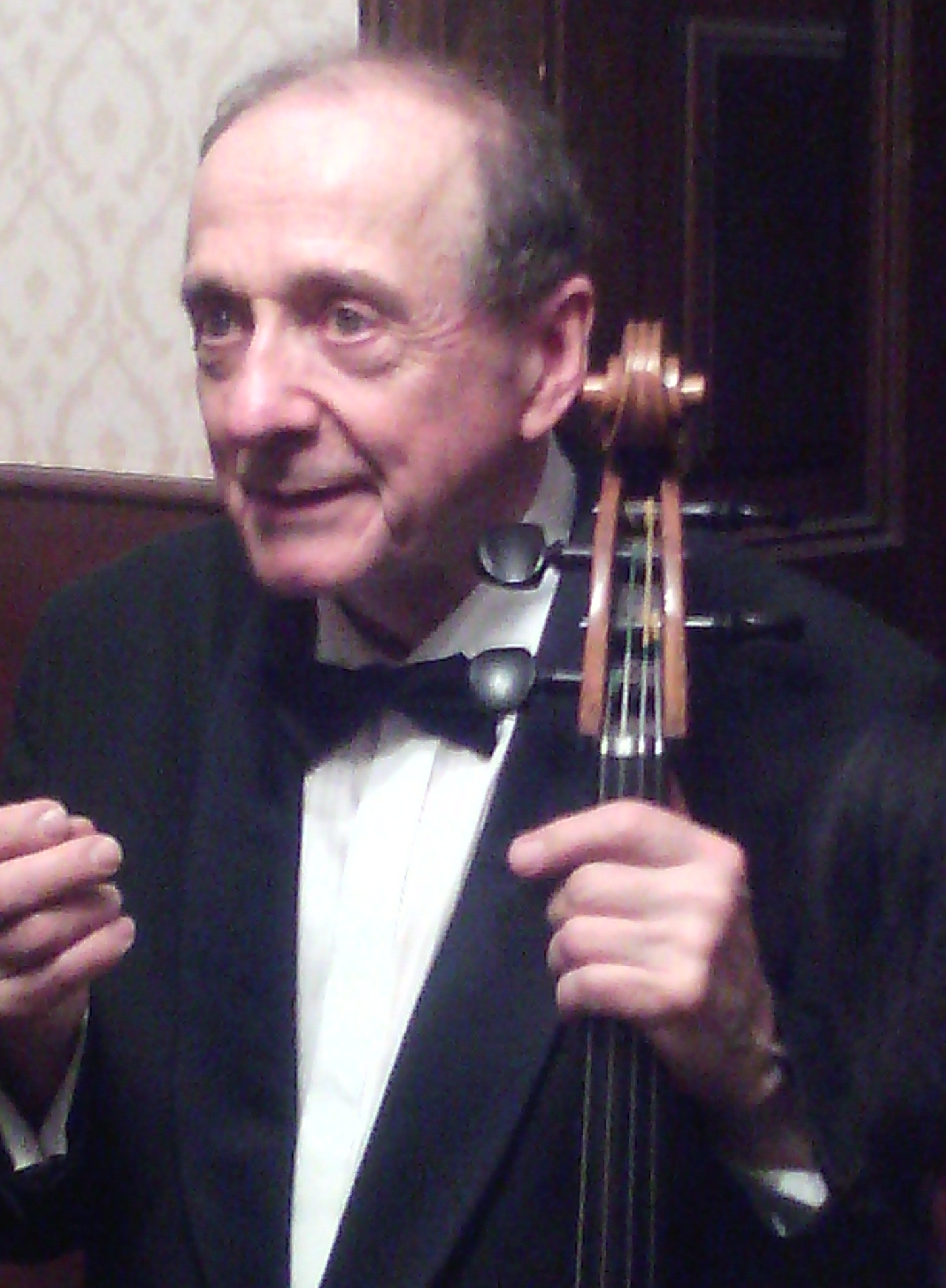
Miklós Perényi (2018)

Miklós Perényi (* 5. Januar 1948 in Budapest) ist ein ungarischer Cellist. 

## Leben und Wirken
Miklós Perényi wurde in eine musikalische Familie geboren und erhielt seinen ersten Unterricht am Violoncello mit fünf Jahren bei Miklós Zsámboki, einem Schüler von David Popper. Er studierte dann an der Franz-Liszt-Musikakademie, wo er 1957 im Alter von neun Jahren sein erstes Solokonzert gab und ab 1959 seine Ausbildung bei Ede Banda fortsetzte. Enrico Mainardi lud ihn Anfang der 1960er-Jahre zu mehreren Meisterkursen in Salzburg und dann in Luzern ein. Perényi studierte weiter an der Accademia Nazionale di Santa Cecilia, wo er 1962 seinen Abschluss machte.
1963 gewann Perényi den zweiten Preis beim Internationalen Casals-Wettbewerb in Budapest. 1965 und 1966 wurde er von Pablo Casals zu seinen Meisterkursen in Zermatt und Puerto Rico eingeladen. Danach trat er vier aufeinanderfolgende Jahre beim Marlboro Music Festival auf.
Seine weitere internationale Karriere führte ihn auf die bedeutendsten Konzertpodien der Welt, u. a. gastierte er auch bei den Musikfestspielen in Berlin, Edinburgh, Hohenems, Luzern, Prag, Salzburg, Warschau, Wien und Winterthur und nahm an Veranstaltungen der Kronberg Academy und des Pablo Casals Festival in Prades teil. 2013 unternahm er mit den Berliner Philharmonikern und Sir Simon Rattle eine Europa-Tournee.
In seiner Heimat konzertiert er mit dem Budapester Festivalorchester und der Budapester Radio Philharmonie sowie mit dem Keller Quartett. Seine enge Zusammenarbeit mit dem Pianisten András Schiff führte zu gemeinsamen Auftritten u. a. in der Wigmore Hall in London, beim Edinburgh Festival, dem Musikfest in Bremen sowie den Ruhrfestspielen und dem Beethovenfest in Bonn.
Seit 1974 unterrichtet er an der Franz-Liszt-Musikakademie, ab 1980 als Hochschullehrer. Einer seiner Schüler war der heutige Solocellist der Wiener Philharmoniker, Róbert Nagy. 2014 wurde Perényi der „International Chair in Cello“ vom Royal Northern College of Music in Manchester übertragen.
Sein Repertoire reicht von der Barockmusik bis zur Musik des 20. Jahrhunderts, einschließlich zeitgenössischer Komponisten.

## Auszeichnungen
- 1970: Franz Liszt Preis
- 1980 und 2007: Kossuth-Preis
- 1987: Bartók-Pásztory-Preis
- 2002: Ritter des Ordre des Arts et des Lettres
- 2006: Komtur des Verdienstordens der Republik Ungarn
- 2014: Titel: Verdienter Künstler der Nation

## Aufnahmen
Einspielungen Perényis sind bei verschiedenen Firmen wie Hungaroton, ECM, EMI, Erato, Sony Classical, Teldec, Decca erschienen. Mit András Schiff hat er alle Kompositionen Beethovens für Klavier und Violoncello aufgenommen.